# Križna gora, Ajdovščina
Križna gora este o localitate din comuna Ajdovščina, Slovenia.